# 魔神創造傳
《魔神創造傳》是由BN Pictures製作的日本電視動畫，為「魔神英雄傳系列」的第五部動畫作品，2025年1月12日起開始播出。本作主角由以往熟知的戰部渡改為全新主角星部渡。另外本作的題材以現代流行的網路直播及沙盒類遊戲作為主要的要素。

## 故事
小學4年級的「星部渡」是個夢想成為超級明星的Ryutuber。
為了打倒統治「宙部界」的「炎上達（エンジョーダ）」，而與用方塊創造出來的魔神「龍神丸」一同冒險的故事。

## 故事背景及用語
宙部界
原文：
本作的主舞台，是個四周飄浮著方塊的異世界。
最終話因炎上達被擊倒的關係，破敗的宙部界重新復甦。
請訂閱頻道之島
原文：
宙部界的地區之一，原本名為朦朧之島（ほのぼの島）。
在爺頻道搶佔之後被迫改名。
但在小渡打倒了爺頻道後，恢復回原來的朦朧之島名稱。
妖怪村
原文：
宙部界的地區之一。
在占部靈子搶佔後成為傳聞中幽靈出沒的地區。
但在小渡跟小驅打倒了占部靈子後，才發現當初請求他們幫助的老婆婆才是真正的幽靈。
Ryutube
原文：
小渡、小翔、瑪蘿幾人所使用的影音分享網路平台。
瑪蘿頻道
原文：
瑪蘿在Ryutube上開設的頻道。
其訂閱人數高達100萬人以上，是個超高人氣的網路頻道。
渡&驅頻道
原文：
小渡和小驅在Ryutube上開設的頻道。
第1話得知其頻道訂閱人數目前已快到3000人次了。
最終話成為百萬訂閱的超級明星頻道。
- 備註：此頻道亦是官方在Youtube上的頻道名稱。

七彩方塊
原文：
擁有神秘力量的方塊，根據瑪蘿所述說的只要集滿七個就能獲得打倒炎上達的神之力。
實際上是神7為了好玩而創造的許願道具。
七彩方塊分別為紅色的「創」、橙色的「義」、粉色的「努」、紫色的「情」、黄色的「絆」、綠色的「信」、藍色的「真」。
第10話時，七彩方塊全被小渡和小驅找尋到，而小渡隊伍持有三個，小驅隊伍持有四個。
第12話，透過儀式的喚醒下完成小渡所許的願望。
第21話得知只有神7才能修復破損的七彩方塊。
第23話結尾時再次協助小渡和小驅創造出神龍王丸。
炎上達有限公司
原文：
炎上達所屬的企業，是個苛刻員工的黑心企業。
神7
原文：
為掌管宙部界的諸神，共有七位。
分別為龍神（龍神丸）、鳳凰、白虎、玄武、天照（瑪蘿）、月讀、須佐之男（麥格）。

## 主題曲
片頭曲
- 「POP UP!」[5]（第1 - 12話）

作詞：深川琴美 (Relic Lyric, inc.)
作曲、編曲：宮川麿 (Relic Lyric, inc.)
演唱：lol
- 備註：第24話（最終話）作為插曲使用。

- 「創」[6]（第13 - 24話）

作詞：藤原優樹
作曲、編曲：長谷川大介（avex trax）
演唱：SANTA（贊多）
片尾曲
- 「ポケット」[7]

作詞：FAST LANE
作曲、編曲：Matt Ermine（rhythm zone）
演唱：FANTASTICS
插曲
- 「有限会社エンジョーダ社歌」

作詞：赤尾凸
作曲：廣川惠一
編曲：廣川惠一、高田龍一
演唱：厚目肉（高橋美佳子）

## 各話列表
| 日本播放時間 | 話數          | 日文標題 | 中文標題                                      | 編劇     | 分鏡              | 演出              | 作畫導演                                                                     | 總作畫導演                          |
| ------------ | ------------- | -------- | --------------------------------------------- | -------- | ----------------- | ----------------- | ---------------------------------------------------------------------------- | ----------------------------------- |
| 2025/01/12   | 1             |          | 【救世主是RyuTuber】 星部渡從天而降！         | 加藤陽一 | 鎌倉由實          | 鎌倉由實          | 石川智子 湯川純 森知鶴                                                       | 中野繭子 湯本佳典                   |
| 2025/01/19   | 2             |          | 【風神丸登場】 額頭陷入危機的御富良院！       | 加藤陽一 | 重田敦司          | 小坂春女          | 中澤亞子 吉田和香子 菊地俊輔                                                 | 湯本佳典                            |
| 2025/01/26   | 3             |          | 【大爆料】 追查瑪蘿的謎團！                   | 加藤陽一 | 岩崎知子          | 南康宏 野崎麗子   | 小川一郎 佐佐木瞳 奥谷周子                                                   | 中野繭子 湯本佳典                   |
| 2025/02/02   | 4             |          | 【整人】 與驅再會！？                         | 加藤陽一 | 宮崎渚            | 日下直義          | 菊池晃 加瀨幸治 永田善敏 新保卓郎 森知鶴                                     | 湯本佳典 中野繭子 石川智子 中澤亞子 |
| 2025/02/09   | 5             |          | 【立刻跳到完結篇】 前往炎上達的據點！         | 赤尾凸   | 西森章            | 加藤顯            | 石井舞 關口紫織 工藤裕加 石田智子 吳桐 坪田慎太郎 菊地俊輔 高橋初澄          | 中野繭子                            |
| 2025/02/16   | 6             |          | 【火速道歉】 龍龍的黑歷史！？                 | 根元歲三 | 平池芳正          | 鳥羽聰            | 石田智子 長谷川一生 上野泰寬 飯飼一幸                                        | 湯本佳典 中野繭子 石川智子 中澤亞子 |
| 2025/02/23   | 7             |          | 【求生】 驅他們該如何生存                     | 鴻野貴光 | 林嘉姬            | 林嘉姬            | 新田美津姬 岡崎洋美                                                          | 中野繭子                            |
| 2025/03/02   | 8             |          | 【膽小慎入】 前往鬼屋！                       | 根元歲三 | 副島惠文          | 榎本守            | 石田智子 中澤亞子 長谷川一生 吉田和香子 新田綾子 川邊雄介                    | 石田智子 中澤亞子                   |
| 2025/03/09   | 9             |          | 【精華】 御富良院太像叛徒了！                 | 赤尾凸   | 宮崎渚            | 南康宏 野崎麗子   | 湯川純 石井舞 關口紫織                                                       | 中野繭子                            |
| 2025/03/16   | 10            |          | 【永久保存版】 識破謊言的100種方法！？        | 鴻野貴光 | 西森章            | 日下直義          | 新保卓郎 新田綾子 上野泰寬 小野和寬 張民浩 金信友 朴守福                     | 湯本佳典 中澤亞子 新田綾子          |
| 2025/03/23   | 11            |          | 【真正的背叛】 你要怎麼辦 驅！                | 根元歲三 | 岩崎知子          | 鳥羽聰            | 森知鶴 小川一郎                                                              | 中野繭子 湯本佳典                   |
| 2025/03/30   | 12            |          | 【必看食譜】 獲得巨大的神之力吧！             | 根元歲三 | 重田敦司          | 吉澤俊一 進藤陽平 | 中澤亞子 高橋初澄 佐佐木瞳                                                   | 中野繭子                            |
| 2025/04/06   | 13            |          | 【改造魔神】 拆解後 反而修不好www             | 加藤陽一 | 小倉宏文          | 加藤顯            | 福士真由美 關口紫織 石井舞 工藤裕加 吉田和香子 新保卓郎                      | 中野繭子                            |
| 2025/04/13   | 14            |          | 【瑪蘿的影片拍攝技巧】 你也能成為人氣RyuTuber | 赤尾凸   | 宮崎渚            | 榎本守            | 石田智子 米本奈苗 長谷川一生                                                 | 湯本佳典 中野繭子 新田綾子          |
| 2025/04/20   | 15            |          | 【模仿化妝術】 瑪蘿是瑪蘿 瑪蘿就是瑪蘿蘿      | 鴻野貴光 | 岩崎知子          | 日下直義          | 重田敦司 湯川純 佐佐木瞳 上野泰寬 川邊雄介                                   | 中野繭子                            |
| 2025/04/27   | 16            |          | 【效果超群】 大家一起運動！超強重訓！         | 根元歲三 | 博多正壽          | 博多正壽          | 中澤亞子 張民浩 金信友 朴守福 服部憲知                                       | 湯本佳典 中澤亞子                   |
| 2025/05/04   | 17            |          | 【地獄】 緊張！？充滿陷阱的懲罰遊戲大會！     | 赤尾凸   | 吉澤俊一          | 鳥羽聰            | 湯川純 小川一郎 關口紫織 上野泰寬 石井舞 小野和寬 竹內浩志                   | 中野繭子 湯本佳典                   |
| 2025/05/11   | 18            |          | 【神聖的一集】 請教世界的祕密！               | 加藤陽一 | 平池芳正          | 南康宏 野崎麗子   | 石田智子 米本奈苗 長谷川一生 工藤裕加                                        | 湯本佳典 中野繭子                   |
| 2025/05/18   | 19            |          | 【簡短解說】 御富良院誕生的過程               | 加藤陽一 | 緒方隆秀          | 緒方隆秀          | 加藤愛 寺口祐輔 杉山翔香                                                     | 中野繭子 湯本佳典                   |
| 2025/05/25   | 20            |          | 【男子漢的豪氣戰鬥】 男子漢之間的男子漢對決！ | 根元歲三 | 重田敦司          | 加藤顯            | 佐佐木瞳 工藤裕加 長谷川一生 上野泰寬                                        | 中野繭子                            |
| 2025/06/01   | 21            |          | 【感動的重逢！？】 尋找須佐之男！             | 根元歲三 | 副島惠文          | 榎本守            | 森知鶴 關口紫織 福士真由美 重田敦司 新田綾子 小川一郎                        | 中野繭子 湯本佳典                   |
| 2025/06/08   | 22            |          | 【來真的】 不全部猜對就回不去7！              | 赤尾凸   | 宮崎渚            | 須藤典彥          | ANI-G 平田賢一 板倉和弘 石田智子 長谷川一生 服部憲知                         | 中野繭子                            |
| 2025/06/15   | 23            |          | 【噩耗】 燃燒的世界和突如其來的離別           | 鴻野貴光 | 重田敦司          | 吉澤俊一          | 石田智子 湯本佳典 米本奈苗 上野泰寬                                          | 湯本佳典 中野繭子                   |
| 2025/06/22   | 24 （最終話） |          | 【兩人是救世主】 創造吧！我們的耀眼未來！     | 加藤陽一 | 重田敦司 鎌倉由實 | 鎌倉由實          | 小川一郎 湯川純 石井舞 關口紫織 唐澤雄一 森知鶴 諏訪可奈惠 工藤裕加 馬場龍一 | 中野繭子 湯本佳典                   |

## 播放電視台
| 播放電視台   | 播放日期        | 播放時間        | 備註   |
| ------------ | --------------- | --------------- | ------ |
| 東京電視台   | 2025年1月12日 - | 星期日 17:30 ～ | 已播畢 |
| BS日本       | 2025年1月16日 - | 星期四 25:00 ～ | 已播畢 |
| 和歌山電視台 | 2025年4月18日 - | 星期五 7:00 ～  |        |

## 製作人員
- 導演：鎌倉由實
- 系列構成：加藤陽一
- 角色設定：中野繭子、湯本佳典
- 魔神設定：倉持キョーリュー、studioGS
- 世界觀設定：有里
- 美術導演：中村典史、林雅巳
- 色彩設計：柴田亞紀子
- CG導演：長嶋晉平
- 攝影導演：江間常高
- 編輯：渡邊直樹
- 音樂：高田龍一、廣川惠一、Oliver Good、井上馨太
- 音響監督：藤野貞義
- 動畫製作：BN Pictures
- 製作：萬代南夢宮影像製作、東京電視台

## 外部連結
- 魔神創造傳官方網站 （页面存档备份，存于）（日語）
- 魔神創造傳東京電視台官方網站 （页面存档备份，存于）（日語）
- 魔神創造傳 X（舊稱Twitter） （页面存档备份，存于）（日語）